# Точка ветвления
Точка ветвления или особая точка многозначного характера или критическая особая точка — особая точка полной аналитической функции, такая, что аналитическое продолжение какого-либо элемента этой функции вдоль замкнутого пути, охватывающего эту точку, приводит к новым элементам этой функции.
Точки ветвления могут быть разделены на две категории:
1. Если при {\displaystyle n}–кратном обходе указанного пути мы вновь получим исходный элемент, тогда данная точка называется точкой ветвления конечного порядка (а именно порядка {\displaystyle n-1});
2. Если такого не происходит, то точка будет точкой ветвления бесконечного порядка или логарифмической точкой ветвления

Из теоремы Пуанкаре — Вольтерры прямо следует, что данными двумя случаями варианты точек ветвления исчерпываются.